# Escurrimiento del hormigón
El ensayo de escurrimiento del hormigón o mesa de sacudidas determina la consistencia del hormigón fresco mediante la medida del esparcimiento  del hormigón sobre un plato plano sometido a sacudidas. Este método está basado en la norma EN 12350-5 e indica la medida de la plasticidad y grado de compactación de un hormigón fresco, fundamentado en el diámetro que toma una masa de hormigón sometida a 15 golpes controlados. También indica la segregación si la hubiera.
La mesa tiene una extensión de 70 × 70 cm y consiste en un plato liso con una superficie plana unida a una base rígida sobre la que puede caer desde una altura determinada. La altura de caída de la mesa es de 4 cm y el tablero superior ha de pesar 16 kg.
Sobre la mesa se dispone un molde tronco-cónico de 20 cm de altura y diámetros interiores de 20 cm en la base y 13 cm en la parte superior. Se coloca la mesa de sacudidas sobre una superficie plana y horizontal, libre de vibraciones o sacudidas externas. Se limpian la mesa y el molde y se humedecen inmediatamente antes del ensayo, evitando la humedad excesiva.
Se coloca el molde centrado sobre la tapa de la mesa, sujetándolo para que se mantenga en su posición mediante las dos piezas de pie y se emplea también una maza de apisonar de madera de 4 cm de lado y 20 cm de longitud con asa. Se llena el molde con hormigón en dos capas iguales usando el cogedor, nivelando cada capa mediante 10 ligeros golpes con la masa de apisonar. Si fuera necesario se añade más hormigón a la segunda capa, con objeto de mantener un sobrante en la parte superior del molde. Utilizando la maza se enrasa el hormigón con el borde superior del molde limpiando la zona libre de la tapa de la mesa de cualquier resto de hormigón.
Después de 30 segundos de haber nivelado el hormigón se eleva despacio el molde verticalmente, en un intervalo de 3 a 6 segundos. Se estabiliza la mesa pisando la tabla de pie situada en el frente de la mesa y se eleva la tapa hasta alcanzar el tope superior dejándola caer a continuación y repitiendo este proceso 15 veces, empleando no menos de 2 segundos ni más de 5 en cada ciclo.
Se mide con el metro la dimensión máxima del hormigón esparcido en las dos direcciones paralelas a los bordes de la mesa, registrando las dos medidas y calculando la media aritmética de los dos diámetros.